# Martin Stropnický
Martin Stropnický (ur. 19 grudnia 1956 w Pradze) – czeski aktor telewizyjny i teatralny, dyplomata i polityk, parlamentarzysta krajowy, w 1998 minister kultury, w latach 2014–2017 minister obrony, od 2017 do 2018 wicepremier i minister spraw zagranicznych.

## Życiorys
Jako syn dyplomaty dzieciństwo spędzał m.in. we Włoszech i w Turcji, gdzie rozpoczął naukę w liceum francuskim w Ankarze. Szkołę średnią ukończył już w Pradze. Za drugim podejściem dostał się na studia na Wydziale Teatralnym Akademii Sztuk Scenicznych w Pradze, której absolwentem został w 1980. W latach 80. związany jako aktor z praskimi teatrami – najpierw miejskim (do 1986), następnie z Teatrem na Vinohradach. Regularnie grał w produkcjach telewizyjnych, a okazjonalnie też w produkcjach kinowych.
Po aksamitnej rewolucji zrezygnował z aktorstwa, podejmując pracę w Ministerstwie Spraw Zagranicznych. Kształcił się w Akademii Dyplomatycznej w Wiedniu, pełnił funkcję dyrektora departamentu ds. kulturalnych. Sprawował urząd ambasadora Republiki Czeskiej w Portugalii (1993–1994) i we Włoszech (1994–1997). Od 2 stycznia do 22 lipca 1998 sprawował urząd ministra kultury w rządzie przejściowym, którym kierował Josef Tošovský. W 1999 ponownie objął placówkę dyplomatyczną jako ambasador przy Stolicy Apostolskiej, którą zarządzał do 2002.
W 2002 powrócił do działalności artystycznej, w tym samym roku otrzymał nagrodę „Thálie” dla najlepszego aktora teatralnego. Koncentrował się na występach teatralnych, pojawiając się również w filmach, telewizji, prowadząc program radiowy i udzielając się jako aktor dubbingowy.
W 2013 ponownie zaangażował się w działalność polityczną, dołączając do Akcji Niezadowolonych Obywateli. Z listy tego ugrupowania w tym samym roku został wybrany na posła do Izby Poselskiej. 29 stycznia 2014 objął stanowisko ministra obrony w koalicyjnym rządzie Bohuslava Sobotki. W 2017 uzyskał reelekcję do niższej izby czeskiego parlamentu.
13 grudnia 2017 otrzymał nominację na urzędy wicepremiera i ministra spraw zagranicznych w rządzie Andreja Babiša. Zakończył urzędowanie wraz z całym gabinetem 27 czerwca 2018. W tym samym roku mianowany ambasadorem Czech w Izraelu.